# Pustertal
Pustertal (italiensk: Val Pusteria) er en af de største dale i den østrigske delstat Tyrol og en af Alpernes vigtigste færdselsårer. Dalen strækker sig i vest–øst-retning fra Brixen i Italien og til Lienz i Østrig.
Pustertal er et sjældent eksempel på en dal, der ikke skifter navn ved et bjergpas eller vandskel. I vest er Pustertal således dalen til floden Rienz (italiensk Rienza), som flyder vestover til Eisack (Isarco). I øst er den derimod dal til Drau (Drava), som flyder østover til Donau. Vandskellet mellem disse to floder er ikke et bjerg, men et forholdsvis fladt plateau (Toblacher Feld).
Siden 1920 er Pustertal delt ca. 4 km vest for Sillian mellem Italien (Sydtyrol) og Østrig. Men dalens vestlige del er overvejende tysksproget (92 %).
Vigtige større byer i Pustertal er, fra vest til øst, Brixen (Bressanone, som ikke ligger i, men ved indgangen til Pustertal), Bruneck (Brunico), Welsberg (Monguelfo), Toblach (Dobbiaco), Innichen (San Candido), Sillian, Mittewald og Lienz.
Byene ligger mellem 559 og 1.256 moh.
Pustertal afgrænses af store bjerge på begge sider: I nord ligger Centralalperne med Zillertal Alperne (op til 3.510 m), Hohe Tauern og Defereggengebirge; i syd Dolomitterne, som også når over 3.000 m. Pustertal har flere sidedale; de største er Tauferer Ahrntal i nord, og det næsten rent ladinsksprogede Val Badia (tysk Gader- eller Abteital) i syd.

## Historie
Fra 788 udgjorde Pustertal en gau i Frankerriget. På denne tid var dalen latinsktalende i vest og slavisktalende i øst. Gauene blev forvaltet af gaugrever, I 1091 blev fyrstbiskopen af Brixen indsat som Pustertals greve af kejser Henrik IV. I løbet af 1200-tallet lykkedes det greverne af Tyrol og Görz at overtage det meste af fyrstbiskopens territorier. Da dette grevskab blev delt i 1271, faldt Pustertal til den görziske linje og forblev hos denne frem til 1500. Dalen omfattede imidlertid en række gejstlige enklaver som lå under fyrst(ærke)biskopperne af Brixen (Assling, Bruneck, Val Badia) respektive Freising (Innichen). Disse kom ikke til Tyrol før i 1803.
46°44′26″N 12°22′10″Ø / 46.7405°N 12.36956°Ø